# Luigi Francesetti di Mezzenile
Luigi Francesetti di Hautecourt e Mezzenile (Torino, 10 gennaio 1776 – Torino, 20 marzo 1850) fu un nobile piemontese, sindaco di Torino nel 1828 e presidente dell'Accademia di Agricoltura. Il suo nome è legato alle memorie Lettres sur les Vallèes de Lanzo, del 1823.

## Biografia
Appartenente alla famiglia dei conti Francesetti di Mezzenile, originaria di Ceres, fu imprenditore, intellettuale e uomo politico, decurione e sindaco di seconda classe di Torino. 
Durante le vacanze estive nel castello di Mezzenile, compiva escursioni con strumenti scientifici (termometro e barometro a mercurio), con i quali faceva osservazioni e misure su rocce, flora e fauna locale e sulla vita dei montanari. Queste ricerche furono alla base delle sue Lettres sur les Vallèes de Lanzo, la prima descrizione scientifica di tale territorio. Autore di ricerche nel campo dell'agronomia e membro dell'Accademia di Agricoltura di Torino, ne fu presidente dal 1836 al 1838.
Sposò Angela, figlia del conte Renato di Malgrà, dalla quale ebbe sei figli.
È sepolto nel Cimitero monumentale di Torino.

## Opere principali
- Lettres sur les Vallèes de Lanzo, Torino, 1823
- Massime generali sopra il latte di vacca, Torino, 1830